# Phytobia xanthophora
Phytobia xanthophora är en tvåvingeart som beskrevs av Ignaz Rudolph Schiner 1868. Phytobia xanthophora ingår i släktet Phytobia och familjen minerarflugor. Inga underarter finns listade i Catalogue of Life.